# Турбаслинский сельсовет (Уфа)
Турбаслинский сельсовет — административно-территориальная единица в Орджоникидзевском районе города Уфы. Не является муниципальным образованием.
Включён в Орджоникидзевский район в 1996 году. Состав: Старые Турбаслы, Аркаул.
До 1996 года в составе Благовещенского района Республики Башкортостан. Также входили в состав п. Щепное (передан в Тугайский сельсовет Благовещенского района), п. Янгаул (упразднен и исключен из учётных данных с 2006 года).
Код ОКАТО 80401957000.